# Karnawal (pel·lícula)
Karnawal és una pel·lícula de dansa de coproducció argentina, xilena, mexicana, brasilera, boliviana i noruega dirigida per Juan Pablo Félix, que va celebrar la seva estrena internacional el novembre de 2020 dins del Festival de Cinema Nits Negres de Tallinn.

## Argument

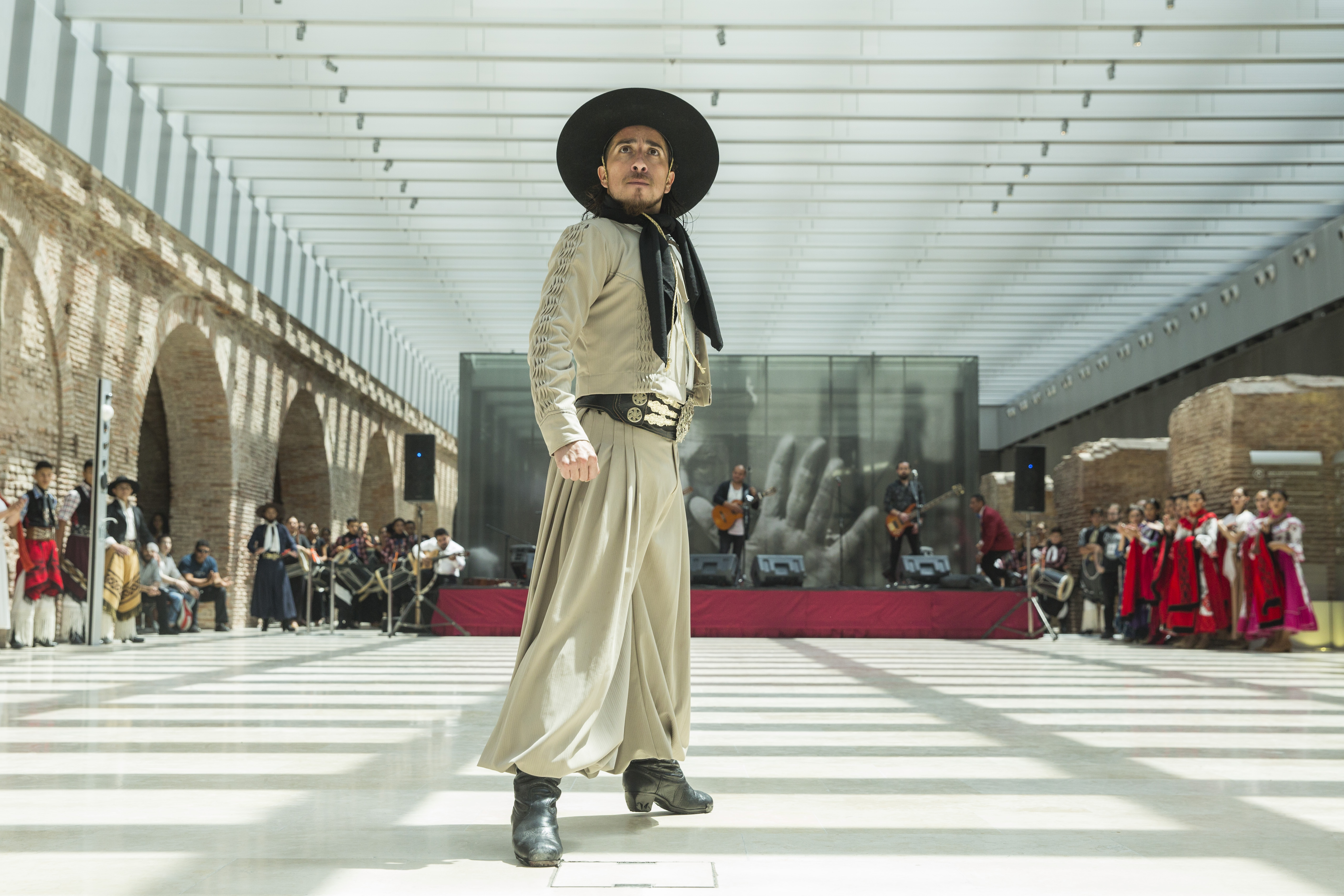
El Malambo és omnipresent a l'Argentina i també s'hi ensenya a les escoles de dansa

Una comunitat del nord d'Argentina, prop de la frontera amb Bolívia, es disfressa per al proper Carnaval Andí mentre el jove Cabra es prepara per a un important concurs de dansa. Somia convertir-se en un ballarí professional de Malambo, la dansa popular dels gautxos.

## Producció
Karnawal és una coproducció d'Argentina, Bolívia, Brasil, Xile, Mèxic i Noruega. Dirigida per Juan Pablo Félix, qui també va escriure el guió. Félix es va graduar a l'Escola Nacional de Cinema ENERC. Després de graduar-se, va treballar durant set anys per a FX Stunt Team, la companyia de disseny d'acció i efectes especials més gran d'Amèrica Llatina. Va participar en la producció de més de 50 pel·lícules iberoamericanes. Karnawal és el seu primer llargmetratge com a director.
Aquest és el primer paper cinematogràfic del jove actor Martín López Lacci. L'actor principal, que tenia 16 anys quan es va rodar la pel·lícula, abans va celebrar l'èxit com a ballarí professional i va ser cinc vegades campió del món de Malambo. Després d'un procés de càsting de dos anys en què més de 300 joves ballarins van audicionar i ballar, Lacci va ser vist durant un campionat de Malambo i va ser repartit per al paper de Cabra. Monica Lairana interpreta la mare de Cabra, Rosario, Alfredo Castro interpreta El Corto.
El rodatge va tenir lloc a la província de Jujuy a les ciuitats d'Abra Pampa, La Quiaca, Tilcara i San Salvador de Jujuy al nord de l'Argentina. El director de fotografia era Ramiro Civita.
Una primera projecció va tenir lloc el 21 de març de 2020 al Festival de Cinema Llatinoamericà de Tolosa de Llenguadoc. El setembre de 2020, va aparèixer a la TIFF Industry Selects del Festival Internacional de Cinema de Toronto. Al novembre es va projectar al Festival de Cinema Nits Negres de Tallinn, on va celebrar la seva estrena internacional. També el novembre de 2020, es va projectar al Festival Internacional de Cinema a Guadalajara. El setembre de 2021 es va projectar al Festival Internacional de Cinema de Praga. Es va presentar al Festival Internacional de Cinema de Braunschweig a principis de novembre de 2021 i després al Festival de Cinema de Cambridge. Els drets internacionals són propietat de Beta Cinema.

## Premis

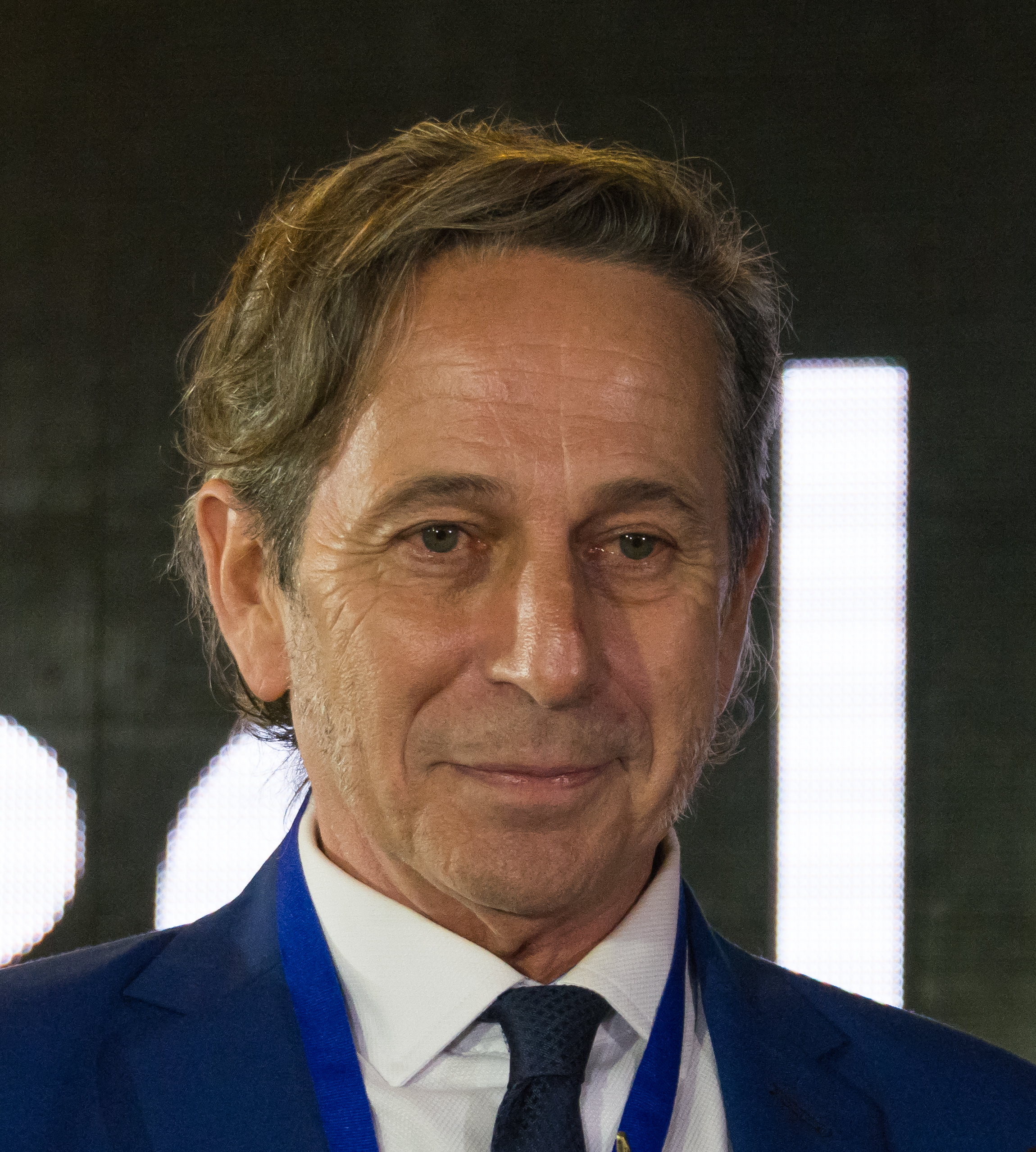
Alfredo Castro interpreta El Corto

Festival Internacional de Cinema de Cleveland 2021
- Nominat a la Competició de Nova Direcció[12]

Festival Internacional de Cinema a Guadalajara 2020
- Premi al Millor Actor en el Certamen Iberoamericà (Alfredo Castro)
- Premi al Millor Director al Certamen Iberoamericà (Juan Pablo Felix)[13]

Festival de Màlaga 2021
- Premi a la Millor pel·lícula iberoamericana amb la "Bisnaga d'Or" (Juan Pablo Félix)
- Premi al "Millor actor secundari" amb "Bisnaga de Plata" (Alfredo Castro)[14]

Molodist International Film Festival 2021
- Nominació al Cérvol Escita (Juan Pablo Félix)[15]

IX edició dels Premis Platino
- Premi al Millor actor secundari (Alfredo Castro)
- Premi al Millor llargmetratge debut iberoamericà - Ficció (Juan Pablo Félix)[16]

Festival Internacional de Cinema de Santa Barbara 2021
- Nominada a Millor pel·lícula en Competició Internacional (Juan Pablo Félix i Edson Sidonie)[17]

Festival de Cinema Nits Negres de Tallinn 2020
- Nominació al Concurs de primers llargmetratges[2][18]